# Tripscompagnie

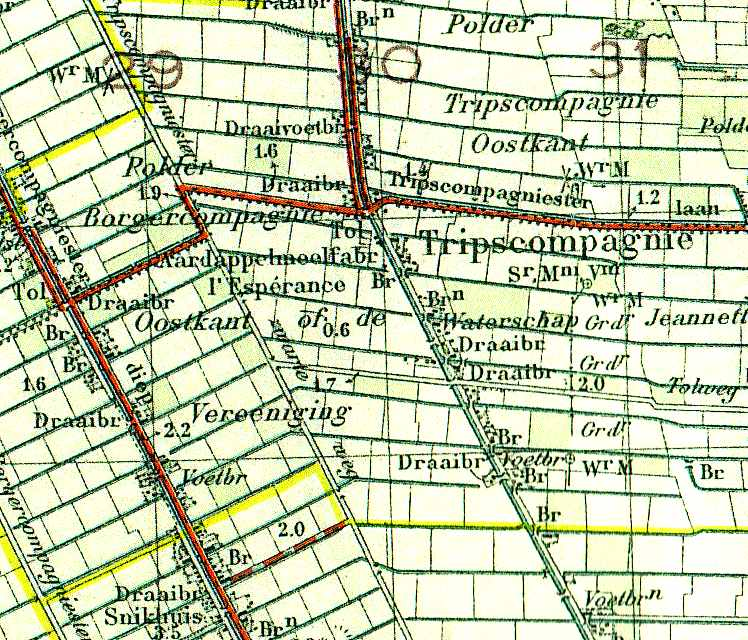
Tripscompagnie op de topografische kaart van 1928

Tripscompagnie (Gronings: Tripskomnij) is een lintdorp aan een van de kanalen in Groningen in Nederland. Het ligt in twee gemeenten: Midden-Groningen en Veendam.
Het dorp is ontstaan langs het Tripscompagniesterdiep dat in 1640 gegraven is in opdracht van Adriaan Trip om turf te kunnen winnen uit de omliggende venen. Het dorp ontstond acht jaar later. Na de vervening is akkerbouw belangrijk geworden. Veel boerderijen in het dorp zijn van het Oldambtster type.
Van 1863 tot 1983 was er een lagere school in het dorp. Het was ten tijde van de sluiting met twee leerlingen de kleinste school van Nederland. Na de sluiting van de school heeft het gebouw de functie van dorpshuis gekregen. 
Van 1898 tot 1923 was de aardappelmeelfabriek l'Esperance in het dorp gevestigd. Daarnaast was er vanaf het begin van de 20ste eeuw een café, een stelmakerij (wagenmakerij) en een smederij. Aan de Nieuweweg werd in 1872 een stenen poldermolen gebouwd, waarvan het molenrestant nu onder de naam 'Torentje van Trips' dienstdoet als recreatiewoning. 
Het bedrijf Nedmag wint in Tripscompagnie magnesiumzouten voor industriële toepassingen.

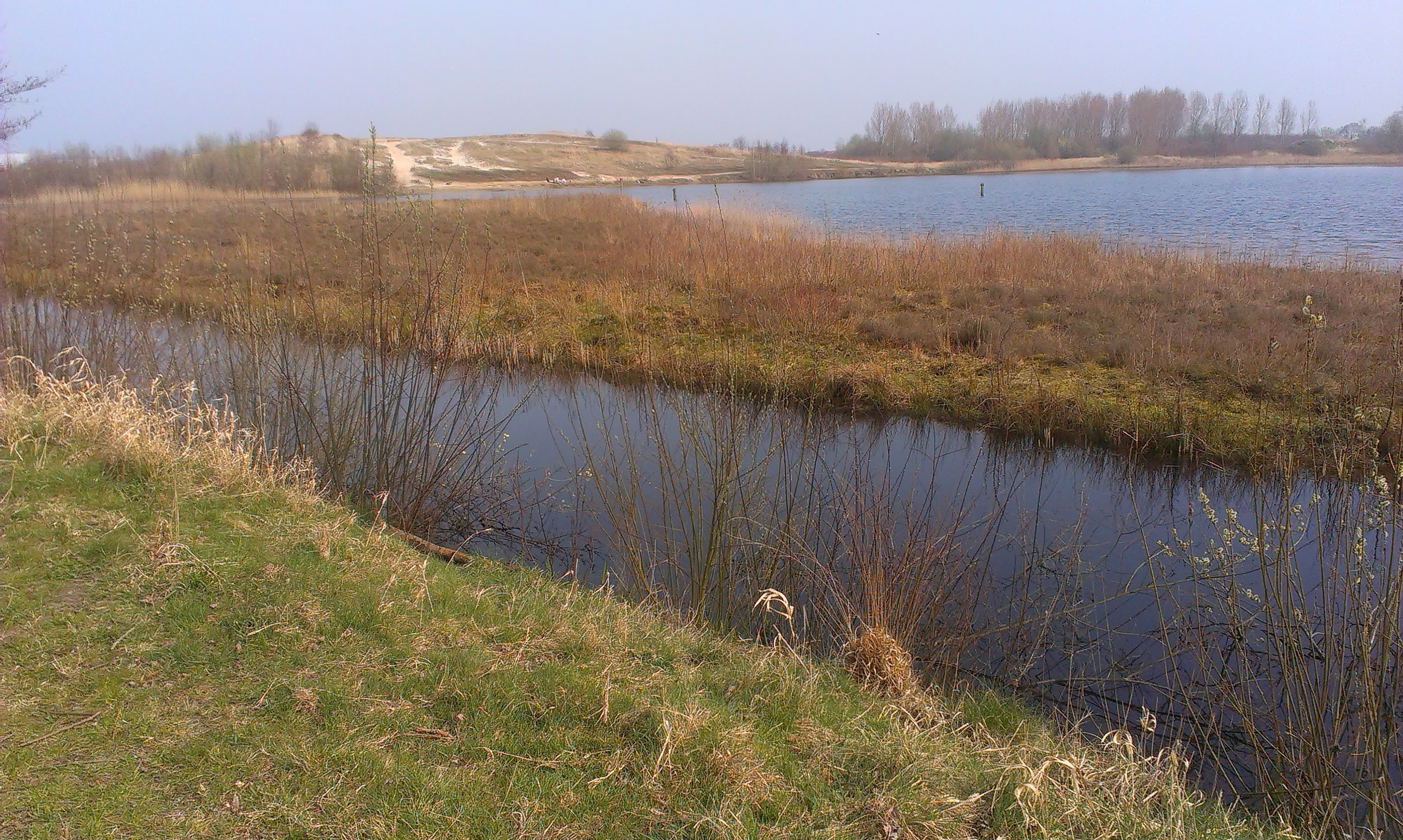
Ten noordwesten van Tripscompagnie is het Adriaan Tripbos aangelegd. In dit bos ligt het Tripsgat.